# هاتگنشتاین
هاتگنشتاین (به آلمانی: Hattgenstein) یک شهر در آلمان است که در بیرکنفلد واقع شده‌است. هاتگنشتاین ۲۵۶ نفر جمعیت دارد.